# Hans Peter Nooteboom
Hans Peter Nooteboom (1934) es un botánico, pteridólogo, taxónomo de plantas y editor de revistas holandés. 
Nacido en las Indias Orientales Holandesas, Nooteboom regresó con su familia en 1939 a los Países Bajos, donde permaneció durante la Segunda Guerra Mundial. Después de graduarse de la escuela secundaria en Rotterdam , estudió biología en la Universidad de Leiden. Allí estudió con Van Steenis y Robert Hegnauer y se graduó. Después de seis años como maestro de escuela secundaria, se convirtió en estudiante de posgrado en la Universidad de Leiden en el Laboratorio de Sistemática Experimental de Plantas de Hegnauer. En 1975 se graduó con un doctorado sobre Symplocaceae del Viejo Mundo. En 1976 se convirtió en miembro del del Rijksherbarium , como sucesor de Johannes Hendrikus Kern. Nooteboom obtuvo una reputación internacional como taxónomo de plantas.  

## Algunas publicaciones

### Libros
- Nooteboom, HP; JE Vidal, A Aubréville, JF Leroy. 1977. Flore du Cambodge, du Laos et du Viêt-Nam. Ed. Muséum national d'histoire naturelle. 75 pp. ISBN 2-85654-151-8

- Report of the 1982-1983 Bukit Raya expedition. Ed. Rijksherbarium, Leiden

- Davalliaceae. Ed. ETI, Expert Center for Taxonomic Identification, University of Amsterdam. ISBN 978-3-540-14818-0

- Berg, CC; EJH Corner, HP Nooteboom. Flora Malesiana : being an illustrated systematic account of the Malesian flora, including keys for determination, diagnostic descriptions, references to the literature, synonymy and distribution and notes on the ecology of its wild and commonly cultivate. Ed. Nationaal Herbarium Nederland, Leiden. 730 pp. + CD

- Revision of the symplocaceae of the old world, New Caledonia excepted. Ed. Universitaire Pers, Leiden. 30 pp. ISBN 9789060212428

## Honores

### Epónimos
- (Elaeocarpaceae) Elaeocarpus nooteboomii Coode[1]

- (Euphorbiaceae) Bridelia nooteboomii Chakrab.[2]

- (Lauraceae) Cinnamomum nooteboomii Kosterm.[3]

- La abreviatura «Noot.» se emplea para indicar a Hans Peter Nooteboom como autoridad en la descripción y clasificación científica de los vegetales.[4]